# دارخزک سینه‌راه‌راه
دارخزک سینه‌راه‌راه (نام علمی: Rhabdornis inornatus) نام یک گونه از سرده دارخزک فیلیپینی است.